# Союз-29
«Союз-29» — пилотируемый космический корабль.

## Параметры полёта
- Масса аппарата — 6,8 т.
- Наклонение орбиты — 51,65°
- Период обращения — 88,86 (91,44) мин.
- Перигей — 198(341) км.
- Апогей — 266(365) км.

## Экипаж старта
- Командир — Ковалёнок, Владимир Васильевич (2)
- Бортинженер — Иванченков, Александр Сергеевич (1)

## Дублирующий экипаж
- Командир — Ляхов, Владимир Афанасьевич
- Бортинженер — Рюмин, Валерий Викторович

## Экипаж при приземлении
- Командир — Быковский, Валерий Федорович
- Космонавт-исследователь — Йен, Зигмунд Вернер Пауль

## Описание полёта
С запуском «Союз-29» 15 июня 1978 года началась вторая долговременная экспедиция на станции «Салют-6». До этого станция находилась в трёхмесячном автономном полёте после завершения работы предыдущего экипажа «Союз-26». Пробыв на переходной орбите двое суток, «Союз-29» состыковался со станцией 17 июня. Ковалёнок при этом стал первым космонавтом, посетившим станцию во второй раз. Спустя неделю после адаптации и реактивации систем станции, космонавты приступили к установке привезённого оборудования и проверке системы ориентирования «Каскад».
28 июня к станции прибыл «Союз-30» с Петром Климуком и первым польским космонавтом Мирославом Гермашевским (второй космонавт по программе «Интеркосмос»). С этого момента на станции в третий раз за её историю было четыре космонавта одновременно. Экипаж «Союза-30» вернулся на Землю 5 июля.
9 июля прибыл космический корабль «Прогресс-2», доставивший запас провизии, воды и топлива, оборудование для ремонта и научных экспериментов, а также фильмы и почту для космонавтов. Разгрузка корабля заняла неделю, топливо было перекачано на станцию, после чего корабль был отстыкован и сведён с орбиты 4 августа.
Экипаж продолжил научные эксперименты, включавшие выплавку сплавов алюминия, олова и молибдена в печи «Сплав» и выращивание искусственных кристаллов в установленной в заднем стыковочном узле печи «Кристалл». Были получены теллурид ртути и кадмия.
29 июля экипаж выполнив выход в космос с задачей вернуть результаты эксперимента «Медуза» (образцы алюминия, титана, стали, стекла и различных полимеров), начатого в декабре 1977 года экипажем «Союза-26». Анализ образцов показал, что станция непрерывно подвергалась бомбардировке микрометеоритов, на их поверхности было обнаружено порядка двух сотен микрократеров. Результат данного эксперимента дал материал для работ по доработке противометеоритного покрытия будущих кораблей.
8 августа стартовал корабль снабжения «Прогресс-3», прибывший на станцию два дня спустя. Он доставил на станцию свежие продукты (включая свежую клубнику, лук, молоко), воздух, воду, вещи и письма для экипажа. Также была доставлена гитара для Иванченкова. Корабль был отстыкован и сведён с орбиты 23 августа.
26 августа стартовал «Союз-31» с Валерием Быковским и первым немецким космонавтом Зигмундом Йеном (третьим космонавт программы «Интеркосмос»). Корабль доставил оборудование для медицинских и биологических экспериментов. 3 сентября экипаж «Союза-31» покинул станцию на спускаемом аппарате «Союз-29» и благополучно приземлился.
7 сентября космонавты перешли в скафандрах на «Союз-31» и перестыковали корабль, развернув его на 180 градусов. Благодаря этому манёвру был освобождён стыковочный узел, предназначенный для стыковки грузовых кораблей. 20 сентября экипаж провёл на станции 96 дней, побив тем самым рекорд предыдущей долговременной миссии «Союз-26».
Экипаж продолжал проведение экспериментов. 7 октября проводилось наблюдение лунного затмения, 17 и 18 октября проводились медицинские исследования, 22 октября продолжились опыты с печами «Кристалл» и «Сплав».
6 октября к станции прибыл «Прогресс-4», доставший запасы воздуха, одежду, журналы и еду. Перекачка топлива закончилась 13 октября, орбита станции была поднята 20 октября, а 26 октября «Прогресс» был отстыкован и сведён с орбиты.
Подошёл конец второй долговременной миссии «Салют-6». Космонавты законсервировали станцию и вернулись на Землю 2 ноября в спускаемом аппарате «Союз-31». Всего космонавты провели на орбите 139 дней, установив новый рекорд пребывания человека в космосе. Усиленные тренировки, выполнявшиеся космонавтами в последний месяц, благотворно повлияли на их состояние по возвращении на Землю, что позволило прорабатывать программы для более долговременных миссий в космос.
Вместе с экипажем в космос летал Олимпийский Мишка, талисман Олимпиады-80.
Результаты второй долговременной экспедиции были опубликованы в книге «„Салют-6“ — „Союз“ — „Прогресс“. Работа на орбите», вышедшей в 1983 году.